# Dirksia
Genre
Dirksia est un genre d'araignées aranéomorphes de la famille des Cybaeidae.

## Distribution
Les espèces de ce genre se rencontrent en zone holarctique.

## Liste des espèces
Selon World Spider Catalog (version 18.5, 14/11/2017) :
- Dirksia cinctipes (Banks, 1896)
- Dirksia pyrenaea (Simon, 1898)

## Étymologie
Ce genre est nommé en l'honneur de Jane Claire Dirks-Edmunds (1912–2003).

## Publication originale
- Chamberlin & Ivie, 1942 : A hundred new species of American spiders. Bulletin of the University of Utah, vol. 32, no 13, p. 1-117.